# Streichquartett Nr. 1 (Rózsa)
Das Streichquartett Nr.1 (op. 22) ist eines von zwei Streichquartetten des ungarischen Komponisten Miklós Rózsa.

## Entstehung, Aufbau und Stil
Rózsa komponierte das Werk 1950, während er an der Musik zum Monumentalfilmklassiker Quo vadis? arbeitete. Er betrachtete das Werk als musikalische Abwechslung zum pompös-epischen Charakter der zu schreibenden Filmmusik. Er war durch seine zu dem Zeitpunkt bereits zweifach oscarprämierten Filmmusiken international bekannt geworden, während sein Kompositionsrepertoire abseits des Films vergleichsweise unbekannt blieb und aufgrund seiner größtenteils klassisch-akademischen Strukturen als wenig originell gilt. 
Sein erstes Streichquartett zählt demgegenüber zu seinen bemerkenswertesten Kompositionen klassischer Genres. Das Werk weist eine teilweise virtuose Harmonik mit interessanten Wendungen auf und ist von Einflüssen der Klangwelten ungarischer Volksmusik, in dem Zusammenhang vor allem der herausragenden Streichquartette Béla Bartóks geprägt. Auch Anklänge an impressionistische Werke wie die Claude Debussys und Maurice Ravels sind zu hören, die ebenfalls bedeutende Streichquartette vorlegten, an deren ausgefeilte Struktur und melodische Raffinesse das Werk jedoch nicht heranreicht. Die Noten erschienen bei Breitkopf & Härtel, das Stück wird bis heute verschiedentlich aufgeführt und eingespielt. Die Satzbezeichnungen lauten:
- Andante Con Moto
- Scherzo. In Modo Ongarese
- Lento
- Allegro Feroce

## Sonstiges
Rózsa widmete das Streichquartett dem Schauspieler Peter Ustinov, mit dem er im Rahmen des Filmdrehs in Italien, aber auch wegen Ustinovs ausgeprägter musikalischer Ader in häufigem Kontakt stand. Rózsas zweites Streichquartett erschien 1981.